# Открытый чемпионат США по теннису 2007
Открытый чемпионат США по теннису 2007 года — 127-й розыгрыш ежегодного профессионального теннисного турнира серии Большого шлема, проводящегося в американском городе Нью-Йорк на кортах местного Национального теннисного центра. Традиционно выявляются победители соревнования в девяти разрядах: в пяти — у взрослых и четырёх — у старших юниоров.
В 2007 году матчи основных сеток прошли с 27 августа по 9 сентября. Соревнование традиционно завершало сезонов турниров серии в рамках календарного года. В 4-й раз подряд турниру предшествовала бонусная US Open Series для одиночных соревнований среди взрослых, шестёрка сильнейших по итогам которой, исходя из своих результатов на Открытом чемпионате США, дополнительно увеличивала свои призовые доходы.
Прошлогодние победители среди взрослых:
- в мужском одиночном разряде —  Роджер Федерер
- в женском одиночном разряде —  Мария Шарапова
- в мужском парном разряде —  Мартин Дамм и  Леандер Паес
- в женском парном разряде —  Натали Деши и  Вера Звонарёва
- в смешанном парном разряде —  Мартина Навратилова и  Боб Брайан

## Соревнования

### Взрослые

#### Мужчины. Одиночный турнир
Роджер Федерер обыграл  Новака Джоковича со счётом 7-6(4), 7-6(2), 6-4.
- Федерер выигрывает 3-й титул в сезоне и 12-й за карьеру на соревнованиях серии.
- Джокович уступает дебютный финал на соревнованиях серии.

#### Женщины. Одиночный турнир
Жюстин Энен обыграла  Светлану Кузнецову со счётом 6-1, 6-3.
- Энен выигрывает 2-й титул в сезоне и 7-й за карьеру на соревнованиях серии.
- Кузнецова уступает 1-й финал в сезоне и 2-й за карьеру на соревнованиях серии.

#### Мужчины. Парный турнир
Симон Аспелин /  Юлиан Ноул обыграли  Лукаша Длоуги /  Павла Визнера со счётом 7-5, 6-4.
- Аспелин выигрывает свой дебютный титул на соревнованиях серии.
- Ноул со второй попытки побеждает в финале соревнования серии.

#### Женщины. Парный турнир
Натали Деши /  Динара Сафина обыграли  Чжань Юнжань /  Чжуан Цзяжун со счётом 6-4, 6-2.
- Деши выигрывает 1-й титул в сезоне и 2-й за карьеру на соревнованиях серии.
- Сафина со второй попытки побеждает в финале соревнования серии.

#### Микст
Виктория Азаренко /  Максим Мирный обыграли  Меганн Шонесси /  Леандера Паеса со счётом 6-4, 7-6(6).
- Азаренко со второй попытки побеждает в финале соревнования серии.
- Мирный выигрывает 1-й титул в сезоне и 3-й за карьеру на соревнованиях серии.

### Юниоры

#### Юноши. Одиночный турнир
Ричардас Беранкис обыграл  Ежи Яновича со счётом 6-3, 6-4.
- представитель бывшего СССР впервые побеждает на американском турнире серии.
- в рамках всех серии Беранкис стал четвёртым теннисистом из этого региона, сумевшим завоевать титул: ранее дважды сильнейшими были представитель Беларуси и один раз — Украины.

#### Девушки. Одиночный турнир
Кристина Кучова обыграла  Урсулу Радваньскую со счётом 6-3, 1-6, 7-6(4).
- Представительница Словакии впервые побеждает на турнире Большого шлема.

#### Юноши. Парный турнир
Жером Инзерильо /  Жонатан Эйссерик обыграли  Григора Димитрова /  Вашека Поспишила со счётом 6-2, 6-4.
- Представитель Франции выигрывает американский турнир серии впервые за восемь лет.
- Представитель Франции побеждает на турнире Большого шлема впервые за 32 соревнования.

#### Девушки. Парный турнир
Ксения Милевская /  Урсула Радваньская обыграли  Оксану Калашникову /  Ксению Лыкину со счётом 6-1, 6-2.
- Милевская выигрывает 2-й титул за карьеру на соревнованиях серии.
- Радваньская выигрывает 3-й титул за карьеру на соревнованиях серии. В рамках календарного года кто-то добивается такого результата третий сезон подряд.